# Bart Deelkens
Bart Deelkens (Hasselt, Bélgica, 25 de abril de 1978), futbolista belga. Juega de portero y su actual equipo es el KVC Westerlo de la Segunda División de Bélgica.

## Clubes
| Club           | País    | Año       |
| -------------- | ------- | --------- |
| KVC Westerlo   | Bélgica | 1998-2005 |
| MVV Maastricht | Holanda | 2005-2006 |
| Sint-Truidense | Bélgica | 2006-2007 |
| KSK Beveren    | Bélgica | 2007-2008 |
| KVC Westerlo   | Bélgica | 2008-     |